# وايلي جي. ودروف
وايلي جي. ودروف (بالإنجليزية: Wylie G. Woodruff)‏ هو مصارع محترف أمريكي، ولد في 4 مارس 1866 في تيكومسيه في الولايات المتحدة، وتوفي في 21 يونيو 1930 في بورتلاند في الولايات المتحدة.